# Мальборгетто-Вальбруна
Мальборгетто-Вальбруна (итал. Malborghetto Valbruna, фриульск. Malborghet-Valbrune, словен. Naborjet-Ovčja ves, нем. Malborgeth-Wolfsbach) —  коммуна в Италии, располагается в регионе Фриули-Венеция-Джулия, в провинции Удине.
Население составляет 1007 человек (2008 г.), плотность населения составляет 9 чел./км². Занимает площадь 120 км². Почтовый индекс — 33010. Телефонный код — 0428.
В коммуне 2 июля особо празднуется Встреча Пресвятой Богородицы и Елизаветы.

## Демография
Динамика населения:

## Галерея

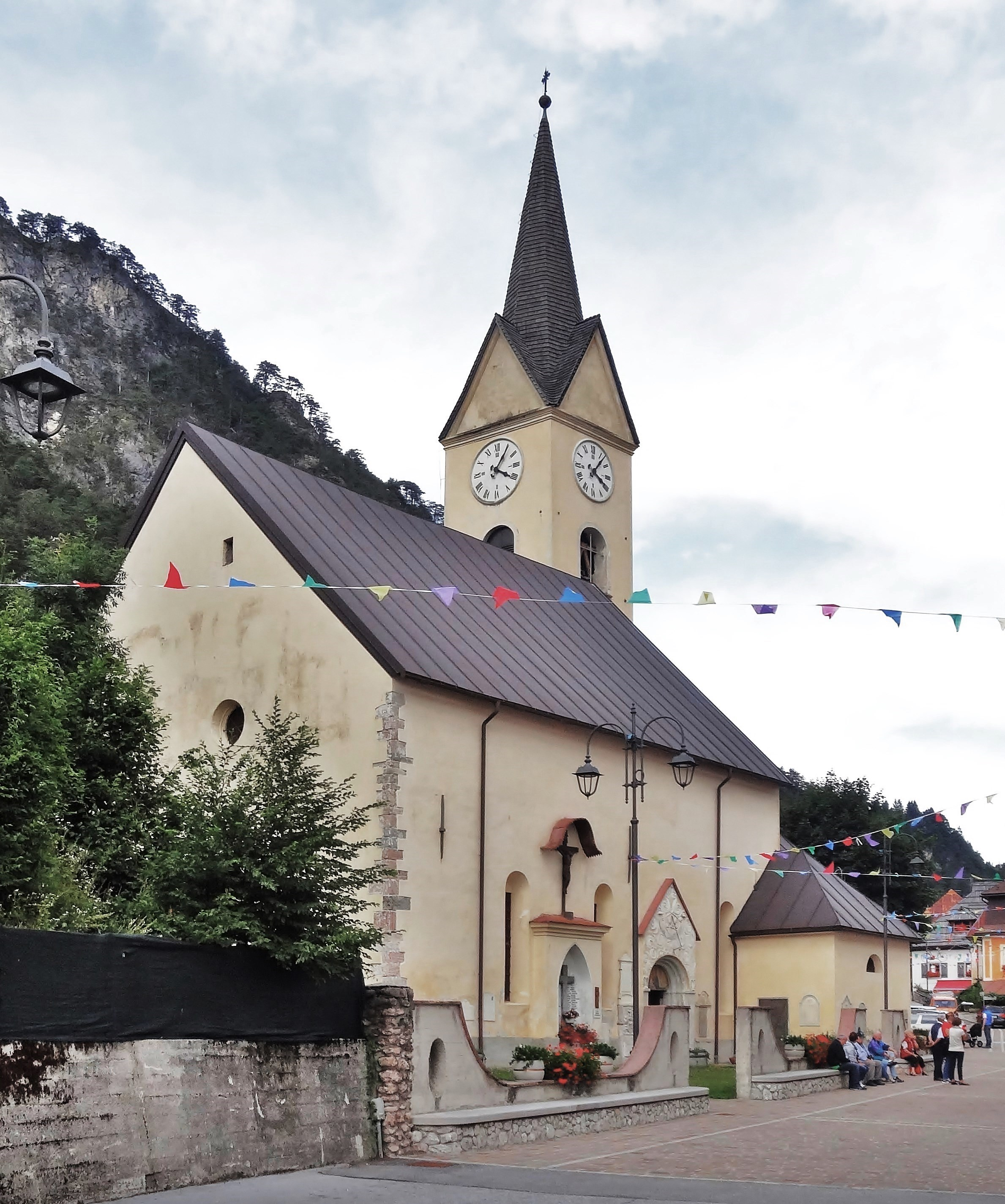
Приходской храм
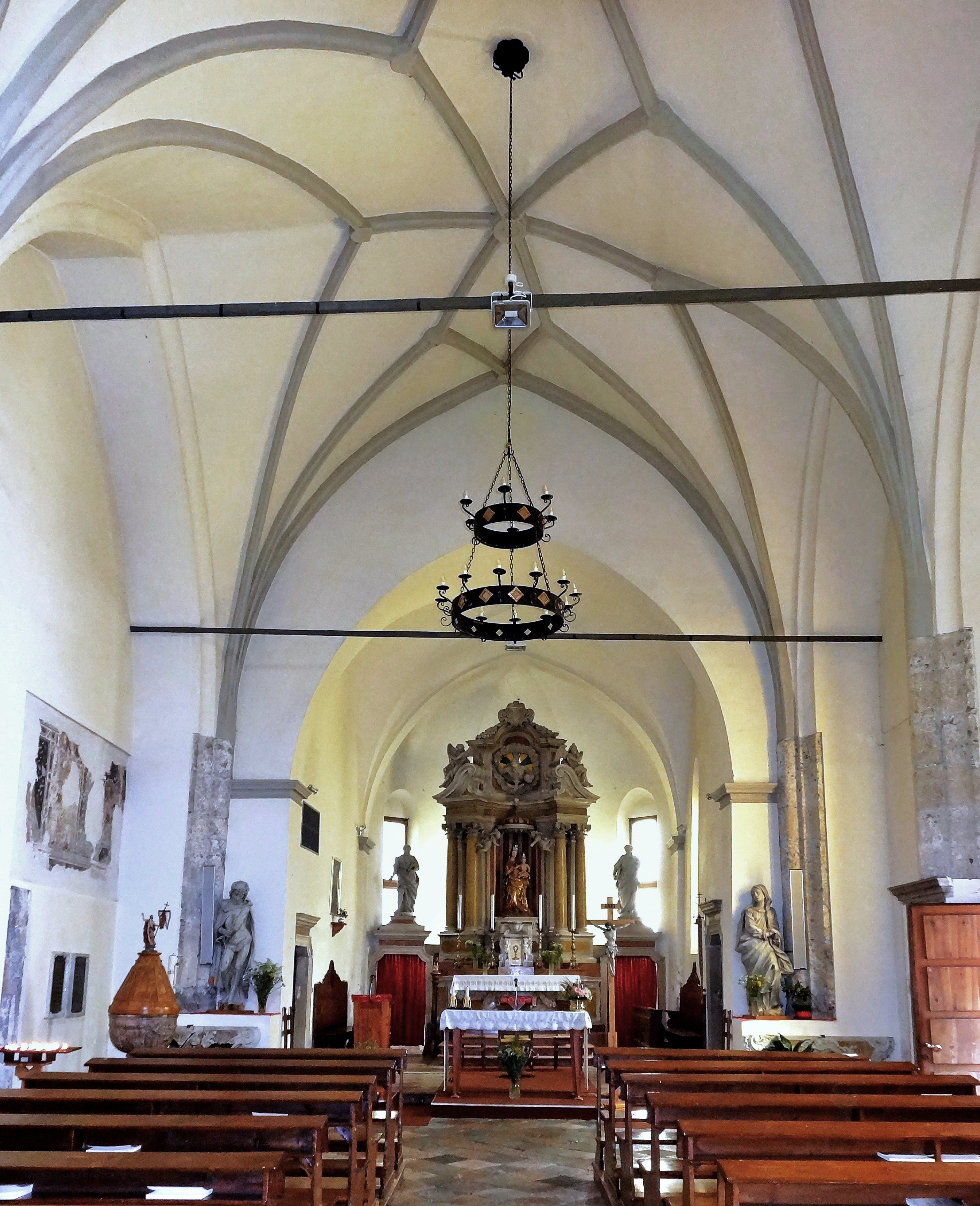
Внутри приходского храма
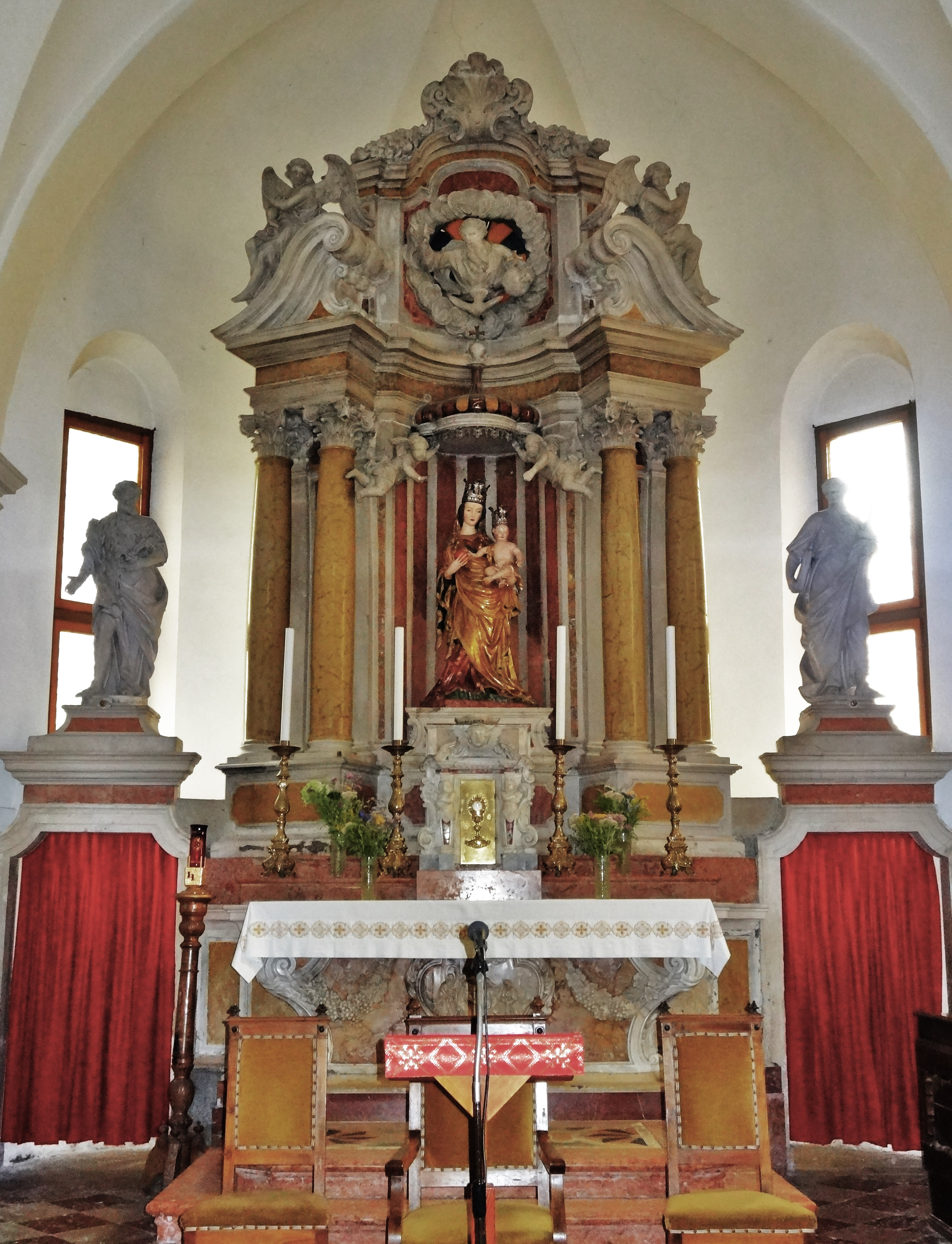
Главный алтарь

## Администрация коммуны
- Официальный сайт: https://web.archive.org/web/20160110155816/http://malborghetto-valbruna.com/